# Torrelameu
Torrelameu (em catalão e oficialmente) ou Torrelameo (em castelhano) é um município da Espanha na comarca de Noguera, província de Lérida, comunidade autónoma da Catalunha. Tem 10,8 km² de área e em 2021 tinha 759 habitantes (densidade: 70,3 hab./km²).
Sua economia é baseada na agricultura e, em menor parte, na pecuária. Na agricultura, alguns exemplos são o cultivo de cereais como trigo e cevada, milho, batatas, hortaliças, macieiras, alfafa, pessegueiros, vinha e pereiras. Já na pecuária, há destaque para a criação de porcos e aves.

## Demografia
| Variação demográfica do município entre 1991 e 2004[carece de fontes?] | Variação demográfica do município entre 1991 e 2004[carece de fontes?] | Variação demográfica do município entre 1991 e 2004[carece de fontes?] | Variação demográfica do município entre 1991 e 2004[carece de fontes?] |
| ---------------------------------------------------------------------- | ---------------------------------------------------------------------- | ---------------------------------------------------------------------- | ---------------------------------------------------------------------- |
| 1991                                                                   | 1996                                                                   | 2001                                                                   | 2004                                                                   |
| 603                                                                    | 585                                                                    | 578                                                                    | 583                                                                    |